# Hendécasyllabe
Un hendécasyllabe (du grec « hendeka », onze, et « sullabê », syllabe) ou endécasyllabe est un vers de onze syllabes.

## Usage
En poésie française, l'hendécasyllabe reste peu usité mais est employé dans la poésie lyrique jusqu'au XIVe siècle, combiné à d'autres mètres plus courts.
La poésie médiévale l'utilise ainsi en hétérométrie dans le genre lyrique, mais son usage disparaît à la fin du XIIIe siècle, avant une réutilisation de façon épisodique, par exemple dans des chansons au XVIIe siècle.

À l'instar de l'ennéasyllabe, l'hendécasyllabe connaît surtout un regain d'intérêt dans la première moitié du XIXe siècle, comme alternative à l'alexandrin. Marceline Desbordes-Valmore, notamment, l'emploie, considérant qu’il correspond au « soupir naturel d’une âme d’élite ». Par exemple :
Ô champs paternels hérissés de charmilles

Où glissent le soir des flots de jeunes filles !
— Marceline Desbordes-Valmore
Par la suite, Paul Verlaine, les symbolistes et Arthur Rimbaud l'utilisent,. Par exemple, chez Rimbaud, dans ses Vers nouveaux, comme Larme, qui commence ainsi : 
Loin des oiseaux, des troupeaux, des villageoises,

Je buvais, accroupi dans quelque bruyère

Entourée de tendres bois de noisetiers,

Par un brouillard d'après-midi tiède et vert.
— Arthur Rimbaud, Vers nouveaux, « Larme »
L'hendécasyllabe est le vers cardinal de la poésie italienne (métriquement parlant, il équivaut au décasyllabe français). 

## Structure
Avec une césure sur la cinquième syllabe, la structure 5 + 6 de l'hendécasyllabe, la plus fréquente, entraîne un rythme dynamique :
Car l’insecte armé / d’une sourde cymbale

Donne à sa pensée / une césure égale.
— Marceline Desbordes-Valmore, Poésies inédites, « Rêve intermittent d’une nuit triste »
Autre exemple :  
Mon âme se prend // à chanter sans effort,

À pleurer aussi, // tant mon amour est fort !
— Marceline Desbordes-Valmore
Quant au rythme 6/5, il correspond le plus à un « alexandrin manqué ». Par exemple : 
C'est trop beau ! c'est trop beau ! // mais c'est nécessaire
— Arthur Rimbaud
Verlaine le découpe également en 7/4 : 
Tous les Désirs rayonnaient // en feux brutaux.
— Paul Verlaine
Ou chez Rimbaud, pour le rythme inversé 4/7 : 
Par un brouillard // d'après-midi tiède et vert.
— Arthur Rimbaud
Souvent, l'hendécasyllabe ne comporte cependant pas de césure mais de simples accents syntaxiques : 
Et les Satans mourants chantaient dans les flammes,

Ayant compris, comme ils s’étaient résignés !

Et de beaux chœurs de voix d’hommes et de femmes

Montaient parmi l’ouragan des bruits ignés.
— Paul Verlaine, Jadis et Naguère, « Crimen amoris »
Au XXe siècle, Yves Bonnefoy utilise l’hendécasyllabe en le mêlant à d’autres mètres de dimensions proches, comme le décasyllabe ou l'alexandrin. Par exemple, commençant par une mesure de six syllabes suivie de « variations subtiles » dans le deuxième hémistiche :
L’huile coulant aux ports / de la mer cendreuse

Fera-t-elle rougir / un dernier jour,

Le navire engagé / dans l’angoisse des rives

Entrera-t-il enfin / dans la salle du jour ?
— Yves Bonnefoy, Hier régnant désert, « Le Visage mortel », « Il y a que la lampe brûlait bas... »

## Hendécasyllabe phalécien
L'hendécasyllabe phalécien (hendecasyllabus Phalaeceus) est un vers comportant un spondée, un dactyle (quelquefois remplacé par un spondée) et trois trochées. Il est utilisé chez Sappho, Catulle et Martial ; on le rencontre aussi dans la poésie néo-latine (Giovanni Pontano, Étienne Dolet, Théodore de Bèze, Jean Bonnefons, etc.). Il tire son nom du poète grec Phalaecos (IVe ou IIIe siècle av. J.-C.). Ce vers est aussi appelé phaleuque ou phaleuce, mais ces termes sont vieillis.

## Hendécasyllabe italien
Selon le système métrique italien, l'hendécasyllabe est un vers où l'accent est sur la dixième syllabe métrique.  De ce fait, lorsque l'accent du dernier mot n'est pas sur la syllabe pénultième, il ne fait pas onze syllabes.
Parmi les vers de la poésie italienne, c'est celui où les places des accents sont les plus variées. Toutefois, dans le cadre de l'épopée, ils sont fixés en sixième ou quatrième position. En raison de sa flexibilité, l'hendécasyllabe a longtemps été le vers favori des poètes italiens, et le plus utilisé. Il est le mètre, enchaîné dans la terzina dantesca, de la Divine Comédie de Dante et le principal mètre de la poésie italienne où il est le plus important dans toutes les formes, telles que la ballade, la chanson, le sonnet…